# انفتاح
انفتاح یا قانون ۴۳ سال ۱۹۷۴، سیاست «گشودن درها» برای سرمایه‌گذاری خصوصی در مصر بود که توسط رئیس‌جمهور وقت مصر، انور سادات، در سال‌های پس از جنگ اکتبر ۱۹۷۳ (جنگ یوم کیپور) با اسرائیل اجرا شد. سیاست انفتاح با قطع رابطه با متحد و کمک‌کنندهٔ دیرینه، اتحاد جماهیر شوروی، و جایگزینی آن با ایالات متحده همراه بود. همچنین، این سیاست با روند صلح با اسرائیل همزمان شد که نقطهٔ اوج آن، سفر تاریخی انور سادات به اسرائیل در سال ۱۹۷۷ بود. انفتاح، سلطهٔ مطلق بخش عمومی بر اقتصاد مصر را پایان داد و سرمایه‌گذاری داخلی و خارجی را در بخش خصوصی تشویق کرد. این سیاست در دهه‌های ۱۹۷۰ و ۱۹۸۰ توسط کشورهای دیگری نیز اتخاذ شد.
ارتش مصر در اکتبر ۱۹۷۳ از کانال سوئز عبور کرد. اگرچه در نهایت مصر شکست خورد، بسیاری عبور اولیه را به دلیل موفقیت‌های نخستین آن، یک پیروزی سیاسی تلقی کردند. این امر به سادات اعتبار لازم را داد تا یک تغییر عمده در سیاست‌های جمال عبدالناصر آغاز کند.

## بررسی کلی
در دهه‌های ۱۹۵۰ و ۱۹۶۰، در بحبوحهٔ جنگ سرد، برخی کشورهای خاورمیانه شاهد موج‌هایی از ناسیونالیسم عربی بودند که در مصر، یمن، سوریه و عراق ظهور کرد و این کشورها را به سوی بلوک شرق سوق داد. این دولت‌ها بر اصولی مانند سوسیالیسم عربی تأکید داشتند و برنامه‌ریزی اقتصادی خود را بر کاهش وابستگی به صادرات خارجی و در عوض ملی‌سازی منافع خارجی متمرکز کردند. علاوه بر این، توسعهٔ بخش خصوصی قرار بود از طریق توسعهٔ بخش عمومی آغاز شود و اقتصاد را به مدلی دولتی و تحت کنترل دولت سوق دهد.
با این حال، بحران نفتی ۱۹۷۳ موجب ورود مقادیر عظیمی از سرمایه به کشورهای تولیدکنندهٔ نفت در منطقهٔ خلیج فارس مانند کویت، عربستان سعودی و عراق شد. راجر اوون نشان می‌دهد که کل درآمد این کشورها از ۹٫۳ میلیارد دلار در سال ۱۹۷۲، یعنی یک سال پیش از تحریم نفتی، به ۱۷۰٫۷ میلیارد دلار در سال ۱۹۸۰ رسید. سمیح فرسون تأکید می‌کند که این ذخایر مالی پویایی جدیدی را ایجاد کردند، به‌طوری که کشورهای نفت‌خیز، برای استفاده از این سرمایهٔ تازه‌یافته در پروژه‌های گوناگون، سرمایه‌گذاری‌هایی در کشورهای نفت‌فقیر انجام دادند تا نیروی کار مهاجر خود را تأمین کنند.
در دههٔ ۱۹۷۰، منتقدان معتقد بودند که اقتصاد مصر، با بخش عمومی عظیم خود، به یک سیستم شوروی‌وار از «ناکارآمدی، بروکراسی خفه‌کننده، و هدررفت منابع» تبدیل شده است. این عوامل، در نهایت، سادات و بعداً کشورهایی مانند سودان، یمن شمالی، سوریه و عراق را به این نتیجه رساند که برای جذب سرمایه، از بلوک شرق فاصله بگیرند و به سوی بلوک غرب متمایل شوند.
سادات همچنین قصد داشت مصر را از تمرکز بر جنگ با اسرائیل و تخصیص منابع به ارتشی عظیم دور کند. او بر این باور بود که سیاست‌های اقتصادی سرمایه‌داری باعث ایجاد بخش خصوصی قوی خواهد شد و اتحاد با ایالات متحده و جهان غرب به رفاه (رخاء) و در نهایت، پلورالیسم دموکراتیک منجر خواهد شد. بعدها، سودان، یمن شمالی، سوریه و عراق نیز اصلاحات انفتاح مشابهی را مانند مصر اجرا کردند.

## نواقص
اجرای سیاست انفتاح عموماً به دلیل جاه‌طلبی بیش‌ازحد و ظاهر آن که گویی «همبستگی با فقرا» را کنار گذاشته است، معیوب تلقی می‌شود. دولت به هم‌پیمانان و نزدیکان خود امتیازاتی داد (که بسیاری از آن‌ها ثروتمند شدند) و با اعطای زمین، کالاها و امتیازات تجاری، پایگاه قدرتی وفادار به رژیم ایجاد کرد، اما اقدامات کمی برای ایجاد بازار آزاد و اقتصادی باز انجام داد. میلیون‌ها مصری که پیش‌تر تحت رژیم ناصر با بهره‌گیری از آموزش و مشاغلی مانند پزشکی، مهندسی، معلمی، وکالت، روزنامه‌نگاری در دولت یا سازمان‌های دولتی به طبقهٔ متوسط پیوسته بودند، در انفتاح درون بخش عمومی «رکود زده، کم‌درآمد و به‌حاشیه‌رانده‌شده» گرفتار شدند. انفتاح ضربه‌ای به طبقهٔ متوسطِ شکل‌گرفته در دوران ناصر بود، زیرا اصول سوسیالیستی ناصریسم را معکوس کرد و سیاست‌هایی مانند آموزش رایگان، برابری اجتماعی، لغو فئودالیسم، ملی‌سازی زمین و صنعت، و مالیات تصاعدی را ملغی جلوه داد. در عین حال، بخش عمومی همچنان بر اقتصاد مسلط باقی ماند. نسبت جمعیتی که در بخش دولتی کار می‌کردند، از ۳٫۸٪ در دوران اوج ناصریسم به ۱۰٪ (حدود ۳۵٪ از کل نیروی کار کشور) در اوایل دههٔ ۱۹۸۰ و در اوج انفتاح افزایش یافت. با وجود تبلیغ برای سرمایه‌گذاری خصوصی خارجی، «سهم دولت در تشکیل سرمایهٔ سرمایه‌گذاری» (۷۲٪)، از اواسط دههٔ ۱۹۶۰ تا پایان دههٔ ۱۹۷۰ تغییر چندانی نکرد.

به گفتهٔ نویسنده طارق عثمان:
«مشکل اصلی *انفتاح* این بود که بیش‌ازحد جاه‌طلبانه بود. این سیاست پیچیدگی‌های شرایط اجتماعی-اقتصادی مصر را در نظر نگرفت… محدودیت‌های نظام اداری کشور و قدرت نهاد نظامی را نادیده گرفت… و عدم تطابق بین مهارت‌های طبقهٔ متوسط مصر و فرصت‌های اقتصادی ایجادشده را درک نکرد… از این رو، یک برنامهٔ توسعه‌ای شتاب‌زده و غیرواقع‌بینانه بود که محکوم به شکست بود.»
در سال ۱۹۷۷، واکنش منفی مردم به سیاست‌های انفتاح منجر به شورش‌های خودجوش گسترده‌ای شد که صدها هزار مصری را دربرگرفت، زمانی که دولت اعلام کرد که یارانهٔ کالاهای اساسی را حذف خواهد کرد. در ۶ اکتبر ۱۹۸۱، سادات طی یک رژهٔ نظامی در قاهره ترور شد.